# Równik meteorologiczny
Równik meteorologiczny – izobara o najniższych wartościach w międzyzwrotnikowej strefie konwergencji. Przesuwa się sezonowo wraz z burzą okołorównikową, której oś wyznacza jego położenie. Zazwyczaj jest położony na półkuli północnej, jego średnia wartość to około 6°N.
Równik meteorologiczny nad Półwyspem Indyjskim osiąga 50° szerokości geograficznej północnej, nad Afryką 15° do 20°, a nad Ameryką Południową, Afryką Południową i Australią 15 do 20° szerokości geograficznej południowej w okresie lata poszczególnych półkul.